# Jan van Waesberghe

Van Waesberghe: In zilver, bezaaid met blokjes van sabel, een leeuw van hetzelfde; gekroond, geklauwd en getongd van goud

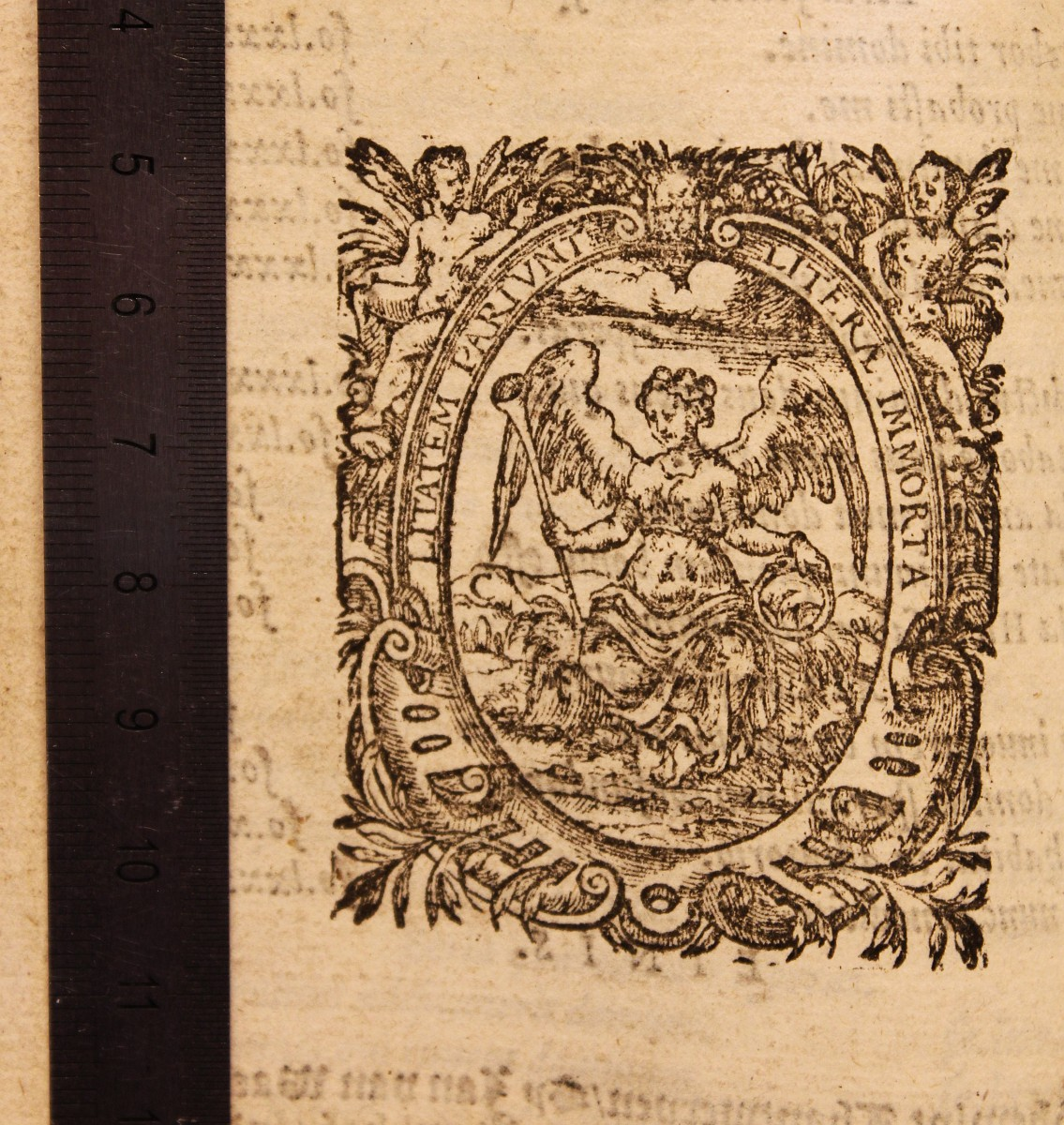
Drukkersmerk van Jan I van Waesberge, geruiktt in Den Psalter Dauids (1566), Erfgoedbibliotheek Hendrik Conscience F 25954 (f. M8 verso).

Jan I van Waesberghe (Breyvelde (het tegenwoordige Grotenberge), ca. 1528 – Rotterdam, 9 april 1590) was een bekend boekdrukker te Antwerpen en Rotterdam. Zijn naam komt ook voor als Ian van Waesberghe, Jan van Waesberghen, Jan van Waesbergen, Jan van Waasbergen, Jan van Waasberge, Jan van Waasberghen, Johannes van Waesberghe, Johannes van Waesberghen, Johannes van Waesberge, Johannes van Waesbergen etc.
Jan I van Waesberghe was stamvader van een bekend boekdrukkersgeslacht uit Rotterdam.
De plakkaten van Keizer Karel V uit het jaar 1521, aangaande het drukken en verkopen van gereformeerde boeken, werden op hoog bevel sedert 1566 streng toegepast. Vooral te Antwerpen werden de overtreders streng vervolgd en veroordeeld, velen tot lijfstraffen, tot de dood erop volgde. Jan van Waesberghe werd hieraan ook schuldig bevonden. Evenals vele andere boekdrukkers te Antwerpen had hij de gereformeerde godsdienst.
Op 13 januari 1569 werd hij voor de vierschaar gebracht, door de Schout aangesproken en beschuldigd. Hij werd gevangengezet, en, na ernstig ziek te zijn geworden, vrijgelaten na verzoekschrift door zijn huisvrouw, Elisabeth Roelandts, ingediend op 20 april 1570 aan het Hof van Brussel.
Zijn zoon Jan II van Waesberghe vluchtte om deze reden ca. 1572 naar Rotterdam. Rotterdam beschikte als een van de eerste in de Republiek, naast Dordrecht en Delft, over een eigen drukkerij. Op een enkele uitzondering na waren alle drukkers en boekverkopers in Rotterdam van Vlaamse of Brabantse afkomst.
In 1589 bleek de Antwerpse grond Jan I van Waesberghe te heet onder de voeten en vluchtte ook hij naar Rotterdam. Hij overleed er een jaar later.